# コニー・ケイ

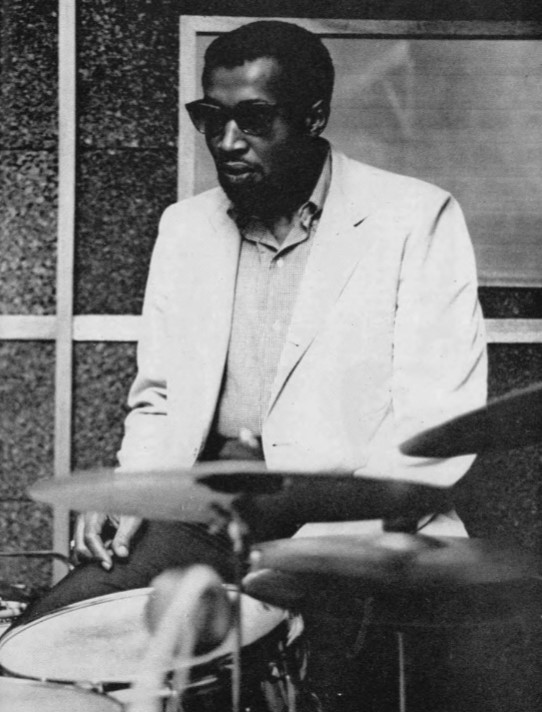
コニー・ケイ

コニー・ケイ（Connie Kay、出生名：コンラッド・ヘンリー・カーノン (Conrad Henry Kirnon)、1927年4月27日 - 1994年11月30日）は、アメリカ合衆国のジャズ・ドラマー。長くモダン・ジャズ・カルテット (MJQ) のメンバーだったことで知られる。

## 概要

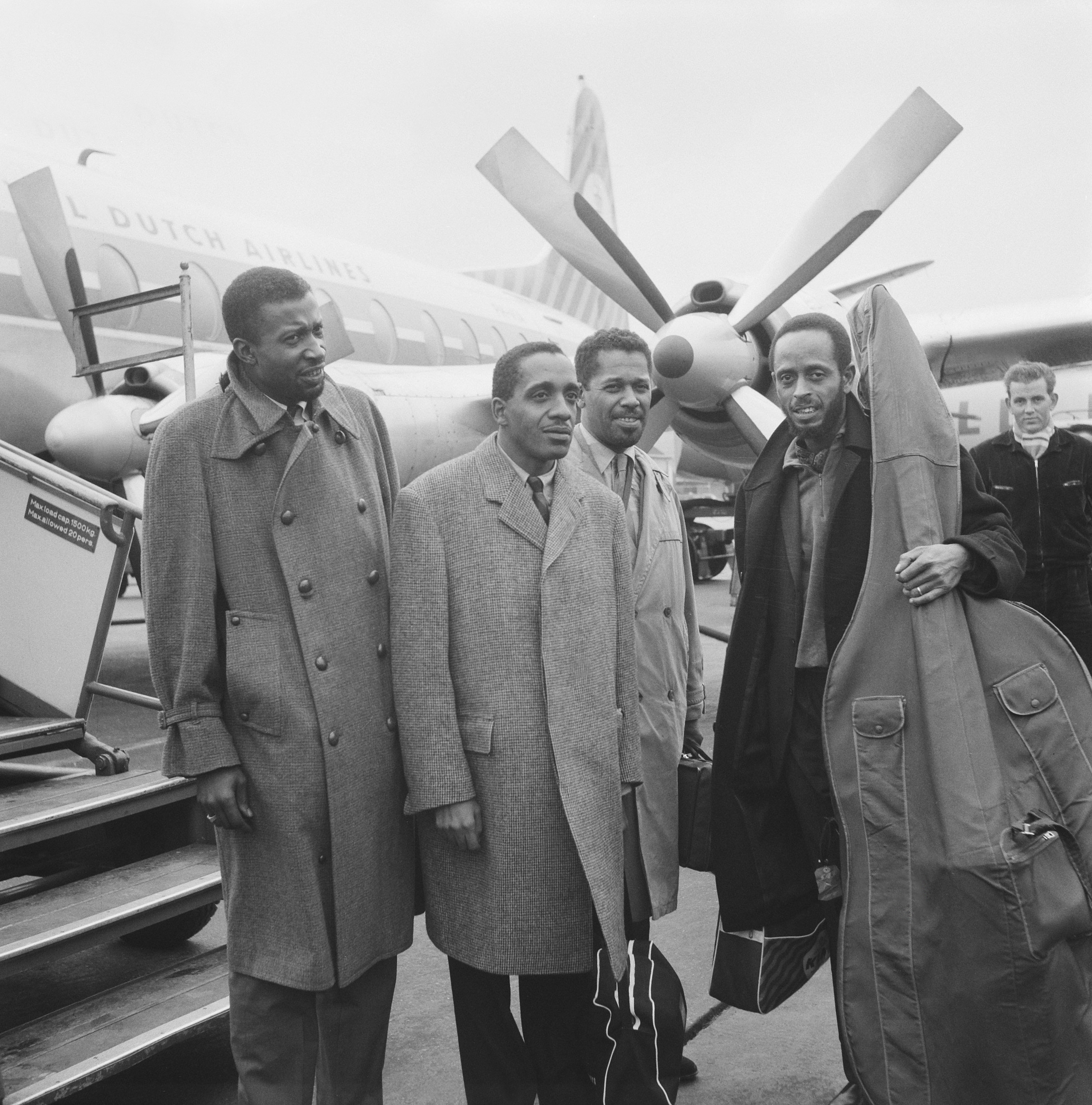
1961年、アムステルダム・スキポール空港でのモダン・ジャズ・カルテット。コニー・ケイは左端。

独学でドラムを学び、サックス奏者レスター・ヤングのクインテットに1949年から1955年まで所属して演奏活動に入り、スタン・ゲッツ、コールマン・ホーキンス、チャーリー・パーカー、マイルス・デイヴィスなどとの共演経験を積んだ。
1950年代初めから半ばにかけての時期には、アトランティック・レコードでリズム・アンド・ブルースのセッションをこなし、ビッグ・ジョー・ターナーの「シェイク・ラトル・アンド・ロール (Shake, Rattle and Roll)」の録音などに参加した。
ケイは、1955年に、MJQ結成時のドラマーだったケニー・クラークに代わって、MJQに加わり、このグループが解散した1974年までメンバーであり続け、その後も1990年代まで時々行われた再結成に参加した。また、他方では、アイルランドのシンガー・ソングライターであるヴァン・モリソンの最も重要な数枚のアルバムでもドラムを演奏しており、『アストラル・ウィークス』のほか、『セント・ドミニクの予言』の1曲、『テュペロ・ハニー』の4曲に参加している。
ケイは、ドラムセットに、様々なパーカッション類を追加していたことでも知られており、特にティンパニ、小さなシンバル類、トライアングル、ベルツリー、ダラブッカを用いていたが、ダラブッカは、2006年の記事で「エキゾチックな外見の」ドラムと紹介されていた。

## ディスコグラフィ

### モダン・ジャズ・カルテット
- Concorde (1955年、Prestige 7005)
- Fontessa (1956年、Atlantic 1231) included "Versailles"
- The Modern Jazz Quartet Plays No Sun in Venice (1957年、Atlantic)
- The Modern Jazz Quartet (1957年、Atlantic)
- Third Stream Music (1957, 1959–60, Atlantic. 1345) including "Sketch for Double String Quartet" (1959年)
- The Modern Jazz Quartet and the Oscar Peterson Trio at the Opera House (1957年、Verve)
- The Modern Jazz Quartet at Music Inn Volume 2 (1958年、Atlantic)
- Music from Odds Against Tomorrow (1959年、United Artists)
- Pyramid (1960年、Atlantic)
- European Concert (1962年、Atlantic)
- The Modern Jazz Quartet & Orchestra (1960年、Atlantic)
- The Comedy (1962年、Atlantic 1390)
- Lonely Woman (1962年、Atlantic)
- A Quartet is a Quartet is a Quartet (1963年、Atlantic 1420)
- Collaboration (1964年、Atlantic) ※ローリンド・アルメイダとの共演作
- The Modern Jazz Quartet Plays George Gershwin's Porgy and Bess (1964–65年、Atlantic)
- Jazz Dialogue (1965年、Atlantic) with the All-Star Jazz Band
- Concert in Japan '66 (1966年、Atlantic)
- Blues at Carnegie Hall (1966年、Atlantic)
- Place Vendôme (1966年、Philips) ※スウィングル・シンガーズとの共演作
- Under the Jasmin Tree (1968年、Apple)
- Space (1969年、Apple)
- Plastic Dreams (1971年、Atlantic)
- The Legendary Profile (1974年、Atlantic)
- In Memoriam (1973年、Little David)
- Blues on Bach (1973年、Atlantic)
- The Last Concert (1974年、Atlantic)
- Reunion at Budokan 1981 (1981年、Pablo)
- Together Again: Live at the Montreux Jazz Festival '82 (1982年、Pablo)
- Echoes (1984年、Pablo)
- Topsy: This One's for Basie (1985年、Pablo)
- Three Windows (1987年、Atlantic)
- For Ellington (1988年、East West)
- MJQ & Friends: A 40th Anniversary Celebration (1992–93年、Atlantic)
- Dedicated to Connie (1995年、Atlantic) ※1960年録音

### 参加アルバム
キャノンボール・アダレイ
- Know What I Mean (1961年、Riverside)

チェット・ベイカー
- Chet (1959年、Riverside)
- Baker's Holiday (1965年、Limelight)

ルース・ブラウン
- Ruth Brown (1957年、Atlantic)
- Miss Rhythm (1959年、Atlantic)

マイルス・デイヴィス
- Miles Davis at Newport 1955-1975: The Bootleg Series Vol. 4 (2015年、Columbia Legacy)

ポール・デスモンド
- First Place Again (1959年、Wartner Bros.)
- Desmond Blue (1961年、RCA Victor)
- Two of a Mind (1962年、RCA Victor) ※ジェリー・マリガンとの共演作
- Take Ten (1963年、RCA Victor)
- Bossa Antigua (1964年、RCA Victor)
- Glad To Be Unhappy (1964年、RCA Victor)
- Easy Living (1966年、RCA Victor)
- Pure Desmond (1975年、CTI)

ビル・エヴァンス & ボブ・ブルックマイヤー
- The Ivory Hunters (1959年、United Artists)

コールマン・ホーキンス
- Disorder at the Border (1973年、Spotlite) ※1952年録音

ジミー・ヒース
- Swamp Seed (1963年、Riverside)

ミルト・ジャクソン
- Milt Jackson Quartet (1955年、Prestige)
- Plenty, Plenty Soul (1957年、Atlantic)
- Bean Bags (1958年、Atlantic) ※コールマン・ホーキンスとの共演作
- Bags' Opus (1958年、United Artists)
- The Ballad Artistry of Milt Jackson (1959年、Atlantic)
- Bags & Trane (1959年、Atlantic)
- Vibrations (1960–61年、Atlantic)
- Big Bags (1962年、Riverside)
- Invitation (1962年、Riverside)
- Statements (1962年、Impulse!)
- For Someone I Love (1963年、Riverside)
- Jazz 'n' Samba (1964年、Impulse!)
- In a New Setting (1964年、Limelight)

ジョン・ルイス
- The Modern Jazz Society Presents a Concert of Contemporary Music (1955年、Norgran)
- Afternoon in Paris (1957年、Atlantic) ※with サッシャ・ディステル
- The John Lewis Piano (1957年、Atlantic)
- The Golden Striker (1960年、Atlantic)
- The Wonderful World of Jazz (1960年、Atlantic)
- Essence (1962年、Atlantic)

ジェームズ・ムーディ
- The Blues and Other Colors (1969年、Milestone)

ジョー・ニューマン
- The Happy Cats (1957年、Coral)

ミシェル・サルダビー
- Night Cap (1970年、Sound Hills)

ラッキー・トンプソン
- Lucky Strikes (1964年、Prestige)

ボビー・ティモンズ
- Born to Be Blue! (1963年、Riverside)

ランディ・ウェストン
- Piano á la Mode (1957年、Jubilee)